# نخل بادبزنی مکزیکی
 نخل بادبزنی مکزیکی(نام علمی: Washingtonia robusta) نام یک گونه از تیره نخل است. بومی کشور مکزیک است . در جنوب کالیفرنیا از یکی از گیاهان محبوب در فضای سبز است.
نخل بادبزنی مکزیکی تا ارتفاع بیش از ۳۰ متر هم می تواند برسد و عمر معمول آن تا ۵۰۰ سال است .
از گونه های مشابه می توان به نخل بادبزنی کالیفرنیا اشاره کرد .
در شمال ایران نیز می توان به وفور از درختان نخل بادبزنی مکزیکی و نخل بادبزنی کالیفرنیا یافت. 
قدیمی ترین نخل های بادبزنی مکزیکی ایران در بلوار کازینو رامسر قرار دارند.

## نگارخانه

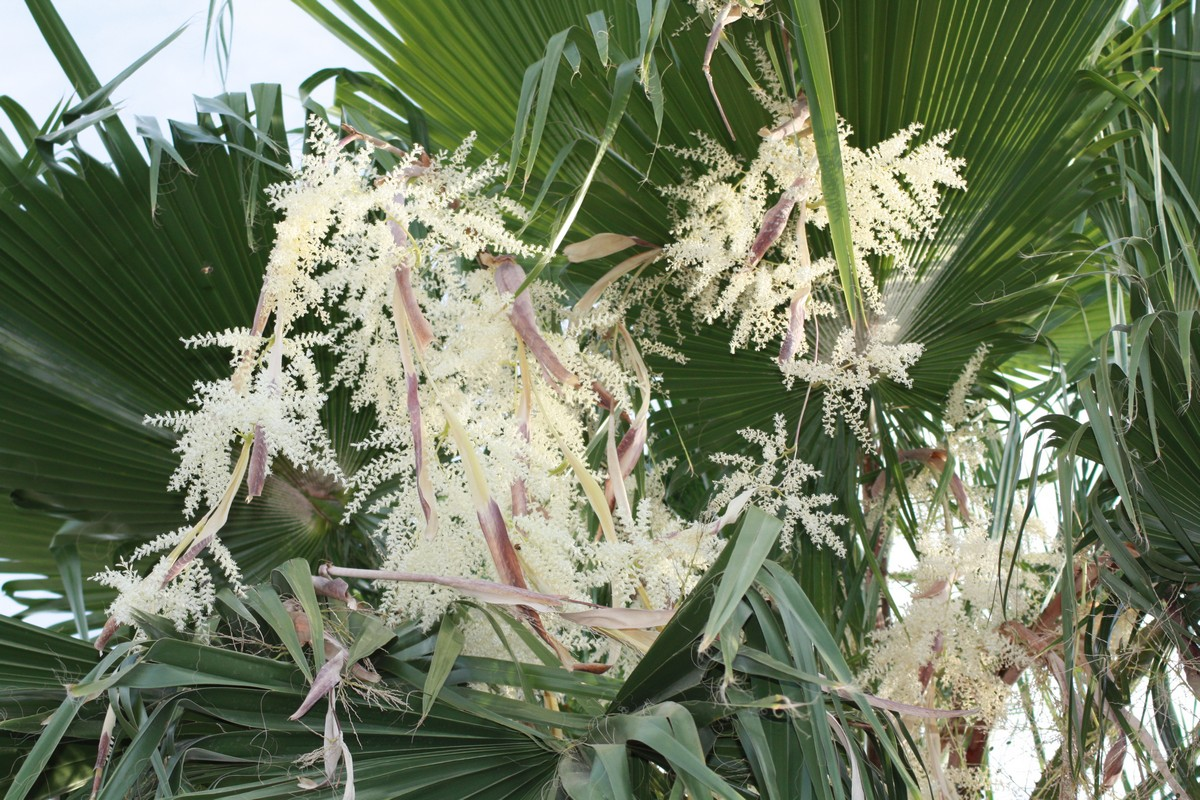
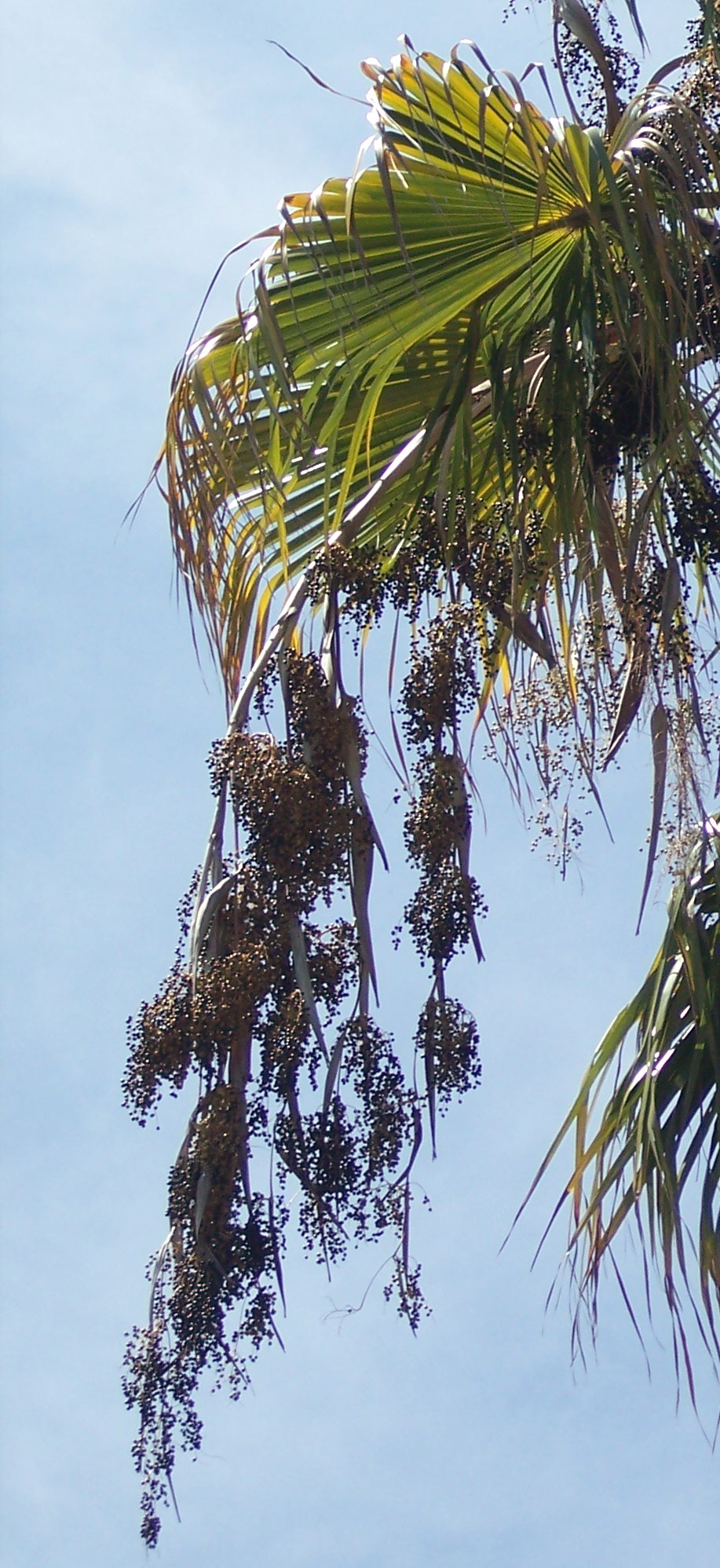
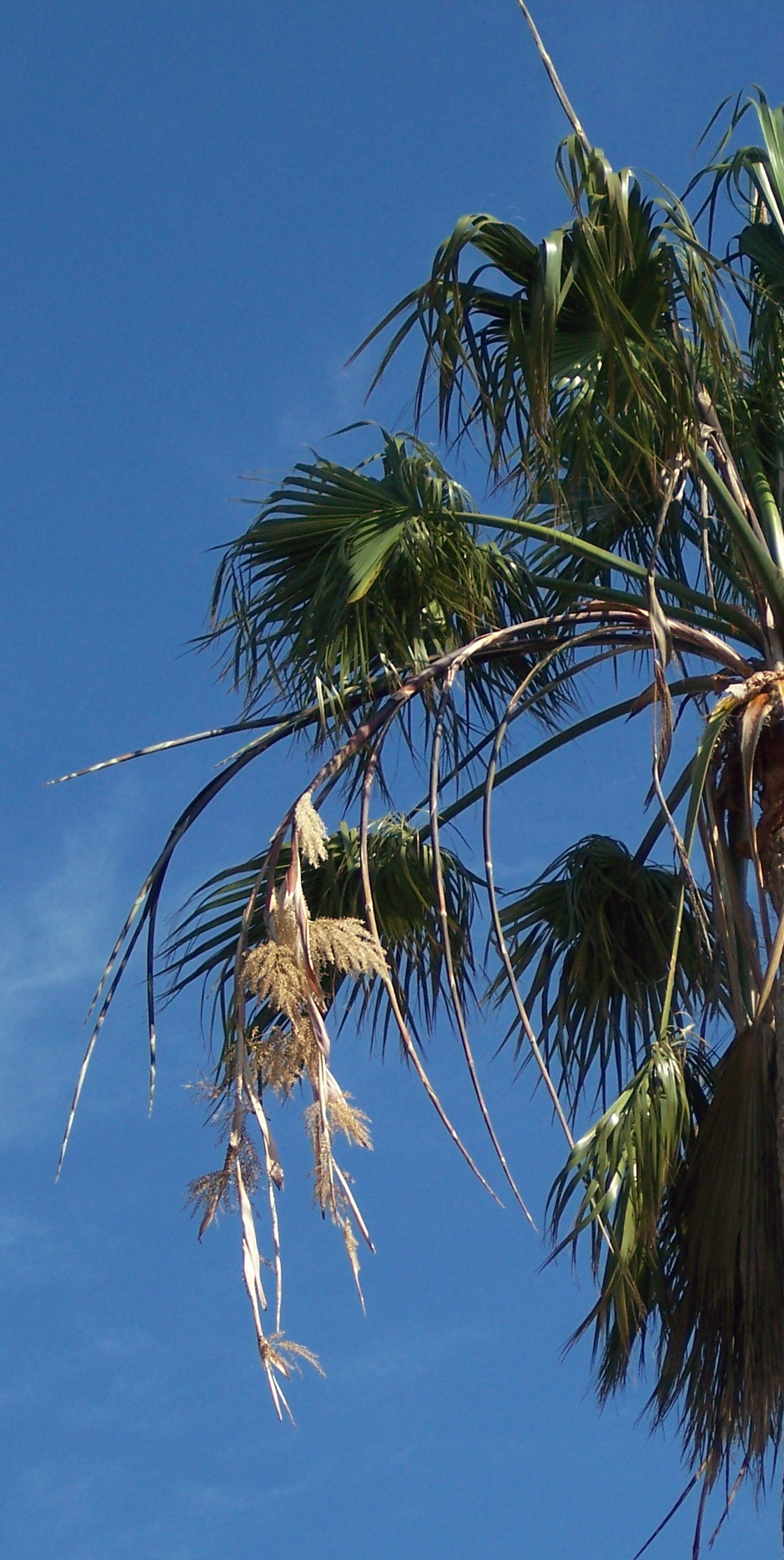